# Гребенник обыкновенный
Гребе́нник, или гребневи́к, обыкнове́нный (лат. Cynosúrus cristátus) — многолетнее травянистое растение, вид рода Гребенник (Cynosurus) семейства Злаки (Gramineae).

## Ботаническое описание

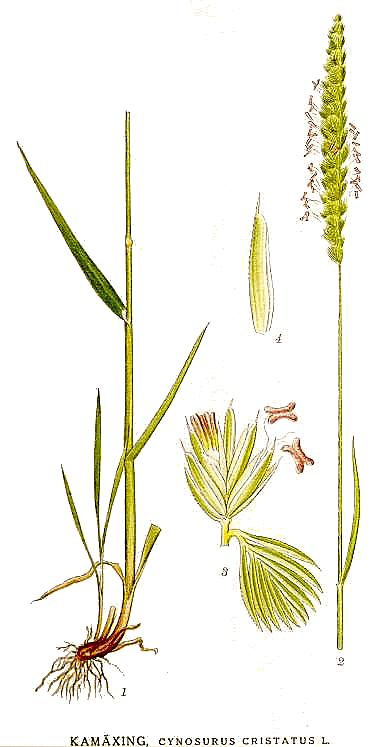

Многолетнее дерновинное травянистое растение с неразветвлёнными стеблями до 75 см высотой, гладкими, с 3—4 узлами, в основании прямостоячими или восходящими.
Листья до 15 см длиной и 1—4 мм шириной, мягкие, голые и гладкие или слабо шероховатые; влагалища их гладкие, почти до основания несросшиеся; язычок закруглённый, до 1,5 мм длиной.
Соцветие — колосовидная метёлка 5—10 см длиной. Плодущие колоски с 2—5 обоеполыми цветками, направлены к оси соцветия, продолговатые или клиновидные, 3—6 мм длиной. Колосковые чешуи их ланцетные, короче цветков, с шероховатым килем и плёнчатыми краями, на верхушке заострённые до оттянутых. Нижние цветковые чешуи узкояйцевидно-продолговатые, колючие. Верхние цветковые чешуи немного короче нижних, с шероховатым краем. Пыльники около 2 мм длиной. Помимо внутренних плодущих колосков имеются редуцированные наружные стерильные колоски, представленные гребневидно рассечёнными колосковыми чешуями и жёсткими пустыми нижними цветковыми чешуями (в числе до 18) с зелёным реснитчатым килем.
Плоды — зерновки продолговатой формы, прижатые к верхней цветковой чешуе, около 2 мм длиной.

## Распространение
Луговое европейско-средиземноморское растение, интродуцированное в Северную Америку, Австралию.
Выращивается в качестве кормового растения.

## Таксономия

### Синонимы
Гомотипные
- Phleum cristatum (L.) Scop., 1771

Гетеротипные
- Cynosurus neglectus Opiz, 1825
- Cynosurus spiralis Lojac., 1909